# Broken Sword: The Sleeping Dragon
Broken Sword: The Sleeping Dragon avanturistička je videoigra objavljena za Windows, Xbox i PlayStation 2 u studenome 2003. Treća je igra u serijalu Broken Sword i objavljena je šest godina nakon prethodnog dijela The Smoking Mirror. The Sleeping Dragon prva je igra u serijalu s trodimenzijskom grafikom i jedina u cijelom serijalu u kojoj se ne pojavljuje sučelje za miš. Igrač igra u ulozi Georgea Stobbarta, američkog odvjetnika za patente; Stobbart leti u Kongo kako bi sastavio patent za znanstvenika koji tvrdi da je pronašao izvor neograničene energije.
O idejama za treću epizodu serijala počelo se raspravljati 2000. Kako bi igru učinio nalik na film, Revolution je pozvao kinematografskog konzultanta Boba Keena, koji se pobrinuo za to da svaka scena u igri prenosi odgovarajuće osjećaje i atmosferu. Igra je u početku trebala sadržavati kraće videozapise koji bi izgledom podsjećali na crtane filmove (što je bio slučaj u prethodnim dvama dijelovima), no Revolution se ipak odlučio prikloniti stilu sličnom japanskim animiranim filmovima. Za razliku od prvih dviju igara u serijalu, koje su izrađene uz pomoć Virtual Theatrea, The Sleeping Dragon izrađen je pomoću softvera RenderWare. Glazbu za igru skladao je Ben McCullough, a Rolf Saxon ponovno je posudio glas Georgeu Stobbartu.
Igra je dobila iznimno pozitivne ocjene. Recenzenti su pohvalili njezinu priču, scenarij, humor, grafiku i činjenicu da podsjeća na film, ali su kritizirali to što ne sadrži sučelje za miš i što se sastoji od zagonetki koje se ponavljaju. Charles Cecil izjavio je da je prodano nekoliko stotina tisuća primjeraka igre.

## Igrivost
Broken Sword: The Sleeping Dragon razlikuje se od prethodnih dijelova u serijalu Broken Sword jer se služi sučeljem za izravno upravljanje likovima. Igrač upravlja pokretima Georgea Stobbarta koristeći se tipkovnicom ili kontrolerom, a u nekoliko navrata može igrati i u ulozi Nicole Collard. Georgeov je zadatak prikupljati predmete koji se mogu upotrijebiti samostalno ili s drugim predmetima, dijelovima krajolika ili ostalim osobama u svijetu igre kako bi riješio zagonetke i napredovati kroz igru. George može i komunicirati s ostalim likovima pomoću dijaloškog stabla radi savjeta o tome što mora učiniti kako bi riješio zagonetku ili da bi se priča mogla nastaviti. Igraču je u donjem desnom kutu ekrana ponuđen izbor radnji; ondje se nalaze četiri kruga, u svakom trenutku dostupna mu je najmanje jedna radnja, a katkad istovremeno na raspolaganju ima njih četiri. Igrač izabire željenu radnju služeći se odgovarajućim gumbom. Kao što je bio slučaj s prvim dvama igrama u serijalu Broken Sword, u The Sleeping Dragonu igračev lik može umrijeti.

## Scenarij
Nakon događaja iz Smoking Mirrora koji su se odvili prije nekoliko godina, George Stobbart vratio se svojem odvjetničkom poslu; sa svojim pilotom Harryjem Gilliganom leti prema porječju Konga kako bi upoznao znanstvenika Cholmondelyja, koji tvrdi da je izradio stroj koji može stvarati neograničenu energiju. Međutim, u međuvremenu dođe do oluje i njihov se avion sruši na vrh litice u blizini znanstvenikova laboratorija. Nakon što izađe iz olupine, George se zaputi prema laboratoriju. Kad stigne do njega, svjedoči sceni u kojoj znanstvenika blijed, visok i tanak čovjek pod imenom Susarro i njegov tjelohranitelj ispituju o nepoznatoj temi, a potom ga ubijaju vatrenim oružjem.
Nakon što u laboratoriju uoči skrivenu razglednicu, George putuje u Glastonbury u Engleskoj kako bi pronašao čovjeka pod imenom Bruno, prijatelja znanstvenika kojemu je savjetovao da pobjegne. Dok pokušava saznati gdje je Bruno, George otkrije da je nestao prije nego što je došao i da je sad u opasnosti. Premda ne zna gdje se točno nalazi, nakon što posjeti gataru, George primijeti da je obližnju zgradu zahvatio požar, odluči se posvetiti tomu i spasi starca koji je bio svezan u gorućoj zgradi. U razgovoru s njim sazna da je njegovo ime Bruno Ostvald; riječ je o znanstveniku i neotemplaru kojeg je već upoznao u pariškom Hotelu Ubu. Bruno kaže Georgeu da je napustio neotemplare nakon događaja koji su se odvili u igri Shadows of the Templar i da ih sad vodi Susarro, koji ih je preimenovao u Cult of the Dragon (Zmajev kult). Susarro se želi domoći besmrtnosti koristeći se Zemljinim zmajevim linijama, kojima se Cholmondely služio u eksperimentima. Bruno izjavi da posebnim uređajem može pronaći zmajeve linije i da Sussaro vrlo vjerojatno putuje u Pariz kako bi pronašao nešto važno; zbog toga ga George i Bruno odluče slijediti.
Za to se vrijeme u Parizu Nico Collard sprema za sastanak i intervju s hakerom Vernonom Blierom u njegovu stanu; Blier je uspio dešifrirati Voynichev rukopis, ali zbog onoga što je saznao iz njega počeo je vjerovati da mu je ugrožen život. Netom prije nego što Nico stigne k njemu, Bliera ubije žena po imenu Petra, koja mu se lažno predstavila kao Nico. Kad se Nico i Petra suoče u stanu, Petra je ne uspije ubiti i pobjegne, ali za sobom ostavi nekoliko tragova. Nico u žurbi pokuša otkriti što više informacija o Petri kako bi dokazala vlastitu nevinost, ali nakon što policija dođe na mjesto zločina, dežurni detektiv odluči je uhititi na temelju svjedočenja Vernonove stanodavke. Nakon uhićenja i oslobođenja dva dana poslije Nico odluči istražiti što je Blier otkrio i vrati se u njegov stan; ondje zatekne njegovu djevojku Beatrice, koja se i dalje pokušava pomiriti s njegovom smrću. Nico potom otkrije skriven sef i otvori ga, a u njemu pronađe dijagram i DVD. Nakon toga se vrati u svoj stan i odluči odgledati videozapis na DVD-u, u kojem Blier govori o onome što je otkrio – tvrdi da bi bizarne oluje diljem svijeta mogle značiti da će uskoro doći do globalne katastrofe. Taj videozapis odluči pokazati i svojem prijatelju Andréu Lobineauu u nadi da će joj pomoći. Nico sazna da se na pariškom Île Saint-Louisu nalazi napušteno kazalište i da je povezano s maskom koju je Petra imala sa sobom. Odluči poći u to kazalište radi istrage, ali je zarobe Petra i njezin šef Susarro.
Ubrzo nakon toga Bruno i George stignu do istog kazališta, kamo ih je doveo Brunin uređaj za pronalaženje izvora energije. George odluči provaliti u nj i ondje zatekne Susarra, Petru i Flapa (koji je preživio pad iz vlaka u igri Shadows of the Templars) kako ispituju Nico o njezinoj istrazi. Kad na kraju s Nico ostane samo Flap, George je spasi tako što ga onesvijesti. Potom jedno drugomu otkriju kakvi su ih događaji doveli do ponovnog susreta i odluče se zajedno dati u potragu za izvorom energije koji je Bruno uočio. Pritom naiđu na dva ključa: prvi, koji pronađu u sefu, izvor je energije koji je Bruno detektirao te je izrađen od kamena i optočen kristalima, a drugi, koji pronađu u stupu energije u neobičnoj komori, izrađen je od kamena i na njemu se nalazi omega, znak iz grčkog alfabeta. Zatim pobjegnu od Susarra i Petre (koji su prethodno imali posla s tajnovitim čovjekom s kapuljačom), ali Georgea elektrošokerom napadne nepoznati napadač koji mu otme prvi ključ.
U Nicinu stanu Bruno izjavi da je ukradeni ključ zapravo Ključ kralja Salomona; Susarru je potreban da bi mogao doći do posebne armilarne sfere u drevnom zdanju čija je lokacija nepoznata. Dok promatra kamen sa slovom omega, George shvati da je već vidio jednako stiliziranu omegu u Kongu, pa otputuje onamo s Nico i dadnu se u istragu. Ubrzo pronađu još jedan kamen, na kojem se nalazi alfa, i uspiju pobjeći od Petre, koja ih je slijedila. Kad se vrate u Pariz, saznaju da je Nicin stan pretresen, a Bruno otet i odveden u Prag. Nico odluči otkriti u kojem se točno dijelu Praga nalazi Bruno, pa se vrati u napušteno kazalište i u potrazi za tragovima sazna da je odveden u Susarrov dvorac. George i Nico dođu do dvorca i uspiju pronaći Bruna, no saznaju i da se armilarna sfera nalazi u Egiptu, a da je Ključ kralja Salomona oteo templarski kaptol svetog Stjepana: preživjela grupacija Templara koja i dalje postoji, a poznata je i Susarru. George i Nico vrate se u Pariz, a Bruno je odveden u Egipat. George pođe potražiti kaptol svetog Stjepana u Montfauçonu, ali stigne prekasno – njegovo su sjedište već napali Susarrovi ljudi. Iako naiđe na trupla, uspije pronaći i preživjele, pa tako i samog Učitelja kaptola. Učitelj Georgea zatraži da zaustavi Susarra, kaže mu da im je oteo Ključ kralja Salomona, predaje mu treći kameni ključ (sa slovom psi) i proglasi ga vitezom.
Nakon što uspiju locirati zgradu s armilarnom sferom u Egiptu pomoću triju kamenih ključeva, George i Nico ušuljaju se u nju i vide da je Susarro natjerao Brunu da aktivira armilarnu sferu. Dok se sfera pokreće, George i Nico pokore Susarra, a zatim stigne Petra u pratnji čovjeka s kapuljačom, koji ubija Susarra služeći se natprirodnim moćima. Za tu se osobu ispostavi da je veliki majstor neotemplara; iako se mislilo da je ubijen u Bannockburnu, uspio je preživjeti, a Petru je nagovorio da radi za Susarra dok ne dođe do potrebnih informacija. Nakon što armilarna sfera pokaže na kojem će mjestu izbiti iznimna količina energije, veliki majstor detonira naboje dinamita u zgradi tijekom bijega s Petrom i tako zatoči Georgea, Nico i Brunu u zgradi, a Flapa ubiju ruševine. Njih troje shvate da će jedino moći pobjeći ako se jedan od njih žrtvuje u sobi sa zagonetkom; Bruno se odluči žrtvovati i izjavi da se nada otkupljenju za prošle grijehe kako bi George i Nico mogli zaustaviti velikog majstora.
George i Nico stignu na mjesto na kojem će izbiti energija, za koje se ispostavi da se nalazi u Glastonburyju, a snažne oluje počnu pogađati čitav svijet; cijeli je grad poplavljen kad stignu u nj. Nico se suoči s Petrom, a George pokuša zaustaviti velikog majstora i stigne taman u čas kad veliki majstor apsorbira energiju toga mjesta i pretvori se u zmaja, nakon čega se zemlja ispod njih dvojice uruši. George pronađe mač u pećini u koju sleti, njime ubije zmaja i spasi svijet. Kad do njega dotrči Nico, a u međuvremenu Petra umre jer je pogođena zmajevom vatrom, George baci mač u poplavnu vodu; naposljetku se par počne pitati što ih čeka u budućnosti.

## Rad na igri
Revolution je 2000. prvi put počeo raspravljati o mogućoj trećoj igri u serijalu Broken Sword. U početku je The Sleeping Dragon trebao sadržavati kraće videozapise koji bi izgledom podsjećali na crtane filmove, što je bio slučaj s prvim dvama igrama u serijalu, no Revolution je naposljetku odlučio da se neće koristiti "plosnatim" izgledom smatrajući da mu manjka dubina. Autori igre željeli su da igra izgleda vjerodostojno, ali ne nužno i realistično – pa su slijedili stil japanskih animiranih filmova.
 Teksture su izrađene ručno kako bi igra izgledom podsjećala na "crtiće", a u mapi osvjetljenja izračenjem se stvaralo realistična rasvjeta. Zahvaljujući boljem sklopovlju i promjenama u metodologiji, igru karakterizira 24-bitna boja.
Charles Cecil redatelj je igre, a Tony Warriner zaslužan je za programiranje umjetne inteligencije i dizajniranje određenih dijelova igre. Kako bi igra podsjećala na film, Revolution je pozvao kinematografskog konzultanta Boba Keena, koji se pobrinuo za to da svaka scena prenosi odgovarajuće osjećaje i atmosferu. Glazbu za igru skladao je Ben McCullough. Snimanje glasova u početku je trebalo trajati pet dana, ali je naposljetku trajalo četiri. Glumci su snimali glasove zajedno, što je potaknulo bolju glumu i interakciju. Čitav scenarij sastoji se od 6000 rečenica, a gotovo jednako mnogo bilo ih je i u prethodnoj igri. Iako je Rolf Saxon ponovno posudio glas Georgeu Stobbartu, Nicole "Nico" Collard ovog je puta glumila Sarah Crook.
Revolution je održao audiciju za glumce u studiju The Spotlight (na londonskom Leicester Squareu). U početku je Nico glas trebala posuditi izvorna govornica francuskoga jezika radi autentičnog izgovora, no na kraju je tu ulogu dobila Sarah Crook, izvorna govornica engleskoga jezika. Među ostalim glumcima navedeni su Alison Pettit, Andrew Secombe, Bob Golding, Jay Benedict, John Bull, Laurence Bouvard, Peter Marinker, Rachael Rogers, Rachel Preece, Simon Treves i Seamus O'Neil.
Cecil je u intervjuu izjavio da je u izradu igre utrošeno 2 milijuna funti. Warriner je istaknuo da je rad na igri bio skuplji nego na prijašnjim projektima i da je bio skuplji "za milijun dolara u usporedbi s BS1". Iako je prodajom igra izdavačima priskrbila 40 milijuna dolara, Revolution je bio na velikom gubitku.
Iako inačice igre za PlayStation 2 i Xbox više nisu dostupne, inačica za računalo može se kupiti na Steamu, Mastertronicu i sajtu GOG.com, a također je uključena u Mastertronicovu kompilaciju Broken Sword Complete.

## Recenzije
The Sleeping Dragon dobio je vrlo pozitivne ocjene većine recenzenata i prodan je u nekoliko stotina tisuća primjeraka. Godine 2004. Tony Warriner osvrnuo se na uspješnost igre u usporedbi s prethodnim dvjema igrama u serijalu Broken Sword: "[The Sleeping Dragon] po prodaji je otprilike bio jednako uspješan [kao i prethodne igre], a i kupovali su ga uglavnom isti ljudi. Nismo proširili tržište iako smo se upravo tomu nadali." U intervjuu održanom 2006. Cecil je priznao da je u igri previše zagonetaka sa sanducima koje, umjesto da se nadovežu na priču, više funkcioniraju kao mehanizam koji privremeno blokira igračev napredak u igri.

eToychest mu je dao pet od pet bodova i izjavio je da "Broken Sword: The Sleeping Dragon jasno pokazuje za što je sve sposoban ovaj žanr; nadomak je savršenstvu kao i bilo koja nedavno objavljena avanturistička igra". Just Adventure dao mu je ocjenu A+ (5+) i komentirao: "Ovo je trijumf. Istovremeno je realistična trodimenzijska igra i izvanredna pustolovina. Igra je iznimno vješto izrađena i dizajnirana. Kad je igrate, osjećate se kao da ste u uzbudljivu filmskom trileru." Gaming Chronicles dao mu je 9,2 od 10 bodova i izjavio da su "avanturističke igre i dalje popularne zahvaljujući dizajnerima poput Revolutiona"; dodao je da je riječ o veličanstvenu postignuću interaktivne zabave te je pohvalio scenarij, likove, kraće videozapise i dijaloge. Naposljetku ju je proglasio "igrom koju bi trebali imati svi oni koji se žele vratiti u zlatno doba avanturističkih igara", ali je ipak istaknuo da je upravljanje likovima katkad prejednostavno. Časopis Edge dao joj je 9 od 10 bodova; pohvalio je scenarij, dijaloge i kraće videozapise, a premda je istaknuo da povremeni tehnički problemi kvare iluziju, nazvao ju je "bajkovitim" i "veličanstvenim povratkom pustolovine". IGN joj je dao 8,4 boda od njih deset i stavio ju je u kategoriju "Impresivno", ali je i izjavio da se sučelje teško rabi i da se zagonetke ponavljaju te time postaju naporne. Adventure Gamers dao joj je četiri zvjezdice od njih pet; proglasio ju je "tehničkim remek-djelom", pohvalio je njezin filmski uvod, scene i vjerodostojna lica likova te je izjavio da je "svakako podigla standarde za sve ostale avanturističke igre", ali je kritizirao način na koji se upravlja likovima i zagonetke koje se ponavljaju. GameSpot je napisao pozitivnu recenziju; njegov recenzent Scott Osborne pohvalio je priču, likove i mjesto radnje, a za razliku od većine kritičara smatrao je da sučelje ima i svojih prednosti, no spomenuo je da su ga frustrirale situacije u kojima su potrebni brzi refleksi i da su mu određene zagonetke (kao i većini) bile dosadne; također je prijavio problem sa zvukom, što naizgled nije spomenuo nijedan drugi recenzent. Iako je Laura MacDonald iz Mr. Bill's Adventurelanda žestoko kritizirala zagonetke koje se ponavljaju, igru je proglasila "trenutačnim klasikom" i pohvalila je priču, sučelje za upravljanje, likove i glazbu. Recenzija Stevena Cartera iz Game Over Onlinea bila je manje pozitivna (kritizirao je priču, sučelje i zagonetke, a većinu zagonetki na kraju opisao je "nevjerojatno jednostavnima"), ali je svejedno pohvalio općenit izgled igre, glumu i glazbu. Computer Games Magazine također je objavio manje pozitivnu recenziju, u kojoj je žestoko kritizirao sučelje.
Godine 2003. urednici Computer Gaming Worlda nominirali su The Sleeping Dragon za nagradu "Avanturistička igra godine", koju je na kraju osvojila igra Uplink: Hacker Elite. The Sleeping Dragon također je bio nominiran za nagradu "Najbolja avanturistička igra za PC" The Electric Playgrounda, no tu je nagradu osvojila igra Beyond Good & Evil.